# كيني سيف
كيني سيف (بالعبرية: קני סייף‏) (بالإنجليزية: Kenny Saief) (17 ديسمبر 1993 ببنما سيتي في الولايات المتحدة - ) هو لاعب كرة قدم إسرائيلي وأمريكي في مركزي الوسط والدفاع. شارك مع منتخب إسرائيل تحت 18 سنة لكرة القدم ‏ ومنتخب إسرائيل تحت 19 سنة لكرة القدم ومنتخب إسرائيل تحت 21 سنة لكرة القدم ومنتخب الولايات المتحدة لكرة القدم ومنتخب إسرائيل لكرة القدم. أمَّا مع النوادي، فقد لعب مع اتحاد أبناء سخنين ونادي غينت ونادي هبوعيل إيروني كريات شمونة وهبوعيل حيفا وHapoel Nir Ramat HaSharon F.C. ‏.

## وصلات خارجية
- كيني سيف على موقع الدوري الأمريكي (الإنجليزية)
- كيني سيف على موقع إي إس بي إن إف سي (الإنجليزية)
- كيني سيف على موقع قاعدة بيانات كرة القدم.إي يو (الإنجليزية)
- كيني سيف على موقع ليكيب (الفرنسية)
- كيني سيف على موقع ناشيونال فوتبول تيمز (الإنجليزية)
- كيني سيف على موقع Soccerbase.com (لاعب) (الإنجليزية)
- كيني سيف على موقع Soccerway.com (الإنجليزية)
- كيني سيف على موقع عالم كرة القدم.نت (الإنجليزية)
- كيني سيف على موقع AS.com (الإسبانية)